# کژال (فیلم سینمایی)
کژال عنوان فیلمی سینمایی در ژانر درام ساختهٔ نیما یار و با تهیه‌کنندگی جواد نوروزبیگی محصول سال ۱۳۹۷ ایران است .
این فیلم در سال 2018 جایزه بهترین فیلم آسیایی را از سوی هیات داوران شبکه ارتقای سینمای آسیا و اقیانوسیه ( NETPAC ) در جشنواره فیلم شب‌های سیاه تالین یکی از ۱۴ فستیوال برتر رده الف جهان از آن خود کرد و سپس در بازار جشنواره کن و دیگر جشنواره های معتبر جهان به نمایش درآمد و با استقبال خوبی مواجه شد اما در ایران به دلیل اینکه به مصائب کولبران و مرزنشینان استان کردستان پرداخته بود اجازه نمایش به آن داده نشد و تا کنون در توقیف مانده است.
هیات داوران در متن بیانیه خود در خصوص این جایزه آورده اند  : 
داستانی الهام بخش از شجاعت و اراده زنی که نقش یک کولبر را در مرز ایران و عراق به عهده میگیرد تا به پرداخت بدهی های خانوادگی و حفظ کرامت و آزادی خود در برابر فشارهای جامعه کمک کند .

## خلاصه داستان
«کژال» دختر جوانیست که در تهران تحصیل میکند، خانواده او ساکن یکی از روستاهای مرزی کردستان هستند ، او به دلیل اتفاقی که برای برادرش افتاده به کردستان می رود و در آنجا با مشکلاتی روبرو شده و مجبور به کولبری میشود و …  

## تولید
این فیلم در نقاط واقعی تردد کولبران و رانندگان حامل کالاهای قاچاق در مناطق مرزی کردستان ایران در شرایطی بسیار سخت با افراد واقعی و نابازیگران ساخته شده است.

## جوایز
- برنده جایزه نتپک (NETPAC AWARD) از سوی هیئت داوران شبکه ارتقای سینمای آسیا و اقیانوسیه در جشنواره فیلم شب های سیاه تالین ۲۰۱۸

## جشنواره ها
- شرکت در بخش رقابتی فیلم های اول جشنواره فیلم شبهای سیاه تالین ۲۰۱۸
- شرکت در بخش سینمای معاصر جهان جشنواره بین المللی فیلم بنگلور ۲۰۱۹
- شرکت در جشنواره بین المللی فیلم اوراسیا ۲۰۱۹
- شرکت در بخش چشم اندازهای آسیا جشنواره بین المللی فیلم مستقل سینمالایا فیلیپین ۲۰۱۹

## بازیگران
| بازیگر          | نقش       |
| --------------- | --------- |
| سمیرا ذکایی     | کژال      |
| مریم بوبانی     | مادر      |
| نسترن محمدی     | روژین     |
| اسد رضایی       | سلیمان    |
| محسن محمد نژاد  | سیروان    |
| حسن حسین زاده   | دایی کژال |
| ناصح حسین زاده  | دایی کژال |
| اشکان حسین زاده | اشکان     |

- به غیر از ۳ نفر اول بقیه اشخاص قبلا تجربه بازیگری نداشتند و اغلب افراد در این فیلم خودشان را زندگی میکنند.

## عوامل
- مشاور فرهنگ و زبان کوردی : محمد رئوف مرادی
- برنامه ریز و دستیار کارگردان: حامد پور اسفندیانی
- دستیار اول فیلمبردار : زنده یاد امیر علی صبا
- منشی صحنه : مهتاب شهرابی
- جلوه های میدانی : داوود رسولیان
- جلوه های ویژه بصری: علی تصدیقی
- طراح صحنه و لباس: جعفر محمد شاهی
- طراح گریم: هاشم فغانی
- مدیران تولید : مهدی خلیلی ، ایمان یزدی
- آهنگساز: امید رئیس دانا
- طراحی و ترکیب صدا: آرش قاسمی
- مدیر صدابرداری: محمد شاهوردی
- تدوین: سینا دور اندیشان
- مدیران فیلمبرداری: امیر علی ویسی، افشین علیزاده
- نویسنده و مشاور کارگردان : آرمین ایثاریان
- تهیه کننده : جواد نوروزبیگی
- سرمایه گذار و کارگردان : نیما یار